# Luxembourge Memorial Thierry Theis 2004
Das Luxembourge Memorial Thierry Theis 2004 im Badminton fand vom 2. bis zum 4. Januar 2004 in Ettelbrück statt.

## Sieger und Platzierte
| Disziplin    | Gold                             | Silber                          | Bronze                             |
| ------------ | -------------------------------- | ------------------------------- | ---------------------------------- |
| Herreneinzel | Nabil Lasmari                    | Andreas Wölk                    | Guntur Hariono                     |
| Herreneinzel | Nabil Lasmari                    | Andreas Wölk                    | Jean-Michel Lefort                 |
| Dameneinzel  | Elena Nozdran                    | Louise Thastrup                 | Dai Xiaoyan                        |
| Dameneinzel  | Elena Nozdran                    | Louise Thastrup                 | Hariati                            |
| Herrendoppel | Dharma Gunawi Yoseph Phoa        | Wouter Claes Frédéric Mawet     | Hargiono Handayana Yulinetra       |
| Herrendoppel | Dharma Gunawi Yoseph Phoa        | Wouter Claes Frédéric Mawet     | Inoki Cahyadi Agus Sugimin         |
| Damendoppel  | Dimitriika Dimitrova Janni Kjaer | Hariati Elena Nozdran           | Veronique Duparque Sofie Robbrecht |
| Damendoppel  | Dimitriika Dimitrova Janni Kjaer | Hariati Elena Nozdran           | Dai Xiaoyan Louise Thastrup        |
| Mixed        | Valerij Strelcov Elena Nozdran   | Christian Roth Silke Hirtsiefer | Timo Courage Sindy Krauspe         |
| Mixed        | Valerij Strelcov Elena Nozdran   | Christian Roth Silke Hirtsiefer | Anders Nielsen Janni Kjaer         |